# Saint-Remy-Chaussée

Saint-Remy-Chaussée este o comună în departamentul Nord, Franța. În 1 ianuarie 2022 avea o populație de 473 de locuitori.